# Warren Beatty
Warren Beatty (Richmond, Virginia, 1937. március 30. –) Oscar- és háromszoros Golden Globe-díjas amerikai színész, rendező, producer, forgatókönyvíró.

## Élete és pályafutása
Warren Beatty 1937. március 30-án született Ira O. Beatty és Kathlyn MacLean gyermekeként. Shirley MacLaine öccse.
Tanulmányait az Everst one Egyetemen, a Northwestern Egyetemen valamint Stella Adler Színiiskolájában végezte.
Karrierje kezdetén gyermekszínész volt. 1957–től a Long Island-i Gateway Színház, valamint a North Jersey Playhouse tagja volt. 1959-ben a Broadway-n debütált, valamint a tv-ben és a rádióban is szerepelt. 22 évesen már Tony-díjra jelölték.
Első komolyabb szerepét 1961-ben kapta Elia Kazan Ragyogás a fűben című drámájában, majd az ebből származó gázsijából producerkedni kezdett, így szerezte meg a Bonnie és Clyde-ról szóló forgatókönyvet, amiből 1967-ben készült a páros nevét viselő film, melyben ő és Faye Dunaway játszották a címszerepeket. Ismert filmjei voltak az 1970-es évekből a McCabe & Mrs. Miller című western, A Parallax-terv című thriller és a Sampon című vígjáték. Rendezőként 1978-ban mutatkozott be Ép testben épp, hogy élek című filmjével. Az 1980-ban általa rendezett Vörösök című filmjéért rendezői Oscar-díjat kapott. Legközelebb 1987-ben szerepelt filmben, ez volt az Ishtar című kaland-vígjáték Dustin Hoffmannal, ami hatalmas anyagi bukás lett. 1990-ben az általa rendezett Dick Tracy című képregényfigurát feldolgozó film már sikeresebb lett, ha a minősége nem is volt a legjobb. Ezután a Bugsy Siegel maffiózóról szóló Bugsy című filmben szerepelt címszereplőként. A következő években A sors útjai című romantikus filmben és a Nyomd a sódert! című vígjátékban szerepelt, előbbiben felesége, Annette Bening volt a partnere. 2001-ben egy újabb romantikus vígjáték következett Félrelépősdi címmel, ami szintén hatalmas anyagi bukása miatt maradt emlékezetes. 2016-ban Kivétel és szabály címmel rendezett filmet, melyben szerepelt is, ez a Howard Hughes-ról szóló film is anyagi kudarc volt. 2017-ben a 89. Oscar-gálán ő és Faye Dunaway jelentették be tévesen a Holdfény helyett, hogy a Kaliforniai álom a legjobb film.
Régebb óta vonzotta a politika, annak idején kampányolt a demokrata Robert Kennedy mellett is, sőt 2000 táján kacérkodott, hogy elnökjelötnek jelöltesse magát.
Érdekesség, hogy Dick Tracy karakterének megfilmesítési jogai még mindig az ő tulajdonában vannak, miután az 1990-es azonos című kalandfilmjéhez megszerezte azokat még 1985-ben. Beatty szeretett volna folytatást is készíteni, de a céggel, akitől megvette a jogokat pereskedésbe bonyolódott, mert a cég szerinte jogtalanul akarta tőle a jogokat visszaszerezni, ugyanakkor egy záradék kimondja, hogy Beatty-nek a jogokért bizonyos időközönként el kell játszania Tracy-t, ezért a színész folytatás híján – lényegében alibiből – csinált két, mindössze egyszer tévén bemutatott rövidfilmet 2008-ban és 2023-ban, amikben a karaktert alakítja, illetve a másodikban önmagát is.

## Magánélete
1992-ben elvette feleségül a nála 21 évvel fiatalabb Annette Beninget, négy gyermekük van.

## Filmográfia

### Film

#### Rendező, író és producer
| Év   | Magyar cím                | Eredeti cím       | Feladatkör | Feladatkör | Feladatkör |
| Év   | Magyar cím                | Eredeti cím       | Rendező    | Író        | Producer   |
| ---- | ------------------------- | ----------------- | ---------- | ---------- | ---------- |
| 1967 | Bonnie és Clyde           | Bonnie and Clyde  | Nem        | Nem        | Igen       |
| 1975 | Sampon                    | Shampoo           | Nem        | Igen       | Igen       |
| 1978 | Ép testben épp, hogy élek | Heaven Can Wait   | Igen       | Igen       | Igen       |
| 1981 | Vörösök                   | Reds              | Igen       | Igen       | Igen       |
| 1987 | Ishtar                    | Ishtar            | Nem        | Nem        | Igen       |
| 1990 | Dick Tracy                | Dick Tracy        | Igen       | Nem        | Igen       |
| 1991 | Bugsy                     | Bugsy             | Nem        | Nem        | Igen       |
| 1994 | A sors útjai              | Love Affair       | Nem        | Igen       | Igen       |
| 1998 | Nyomd a sódert!           | Bulworth          | Igen       | Igen       | Igen       |
| 2016 | Kivétel és szabály        | Rules Don't Apply | Igen       | Igen       | Igen       |

#### Színész
| Év   | Magyar cím                                | Eredeti cím                    | Szerep                           | Magyar hang          | Rendező            |
| ---- | ----------------------------------------- | ------------------------------ | -------------------------------- | -------------------- | ------------------ |
| 1961 | Ragyogás a fűben                          | Splendor in the Grass          | Bud Stamper                      | Alföldi Róbert       | Elia Kazan         |
| 1961 | Tennessee Williams: Tavasz Rómában        | The Roman Spring of Mrs. Stone | Paolo di Leo                     |                      | José Quintero      |
| 1962 | Mindenki elesett                          | All Fall Down                  | Berry-Berry Willart              |                      | John Frankenheimer |
| 1964 | Őrülten szerelmes                         | Lilith                         | Vincent Bruce                    |                      | Robert Rossen      |
| 1965 | Mickey, az ász                            | Mickey One                     | Mickey                           | Széles Tamás         | Arthur Penn (1)    |
| 1965 |                                           | Promise Her Anything           | Harley Rummell                   |                      | Arthur Hiller      |
| 1966 | Kaleidoszkóp                              | Kaleidoscope                   | Barney Lincoln                   | Gáti Oszkár          | Jack Smight        |
| 1966 | Kaleidoszkóp                              | Kaleidoscope                   | Barney Lincoln                   | Jakab Csaba          | Jack Smight        |
| 1967 | Bonnie és Clyde                           | Bonnie and Clyde               | Clyde Barrow                     | Dörner György        | Arthur Penn (2)    |
| 1970 | Az egyetlen játék a városban              | The Only Game in Town          | Joe Grady                        |                      | George Stevens     |
| 1971 | McCabe és Mrs. Miller                     | McCabe & Mrs. Miller           | John McCabe                      | Zámbori Soma         | Robert Altman      |
| 1971 |                                           | Dollars                        | Joe Collins                      |                      | Richard Brooks     |
| 1974 | A Parallax gyilkosságok (A Parallax-terv) | The Parallax View              | Joseph Frady                     | Miller Zoltán        | Alan J. Pakula     |
| 1975 | Sampon                                    | Shampoo                        | George Roundy                    | Forgács Péter        | Hal Ashby          |
| 1975 | Kincs ez a nő!                            | The Fortune                    | Nicky Wilson                     | Csankó Zoltán        | Mike Nichols       |
| 1978 | Ép testben épp, hogy élek                 | Heaven Can Wait                | Joe Pendleton                    |                      | Warren Beatty (1)  |
| 1978 | Ép testben épp, hogy élek                 | Heaven Can Wait                | Joe Pendleton                    | Buck Henry           |                    |
| 1981 | Vörösök                                   | Reds                           | John Reed                        | Csankó Zoltán        | Warren Beatty (2)  |
| 1987 | Ishtar                                    | Ishtar                         | Lyle Rogers                      | Gáti Oszkár          | Elaine May         |
| 1987 | Ishtar                                    | Ishtar                         | Lyle Rogers                      | Tarján Péter         | Elaine May         |
| 1990 | Dick Tracy                                | Dick Tracy                     | Dick Tracy                       | Gáti Oszkár          | Warren Beatty (3)  |
| 1991 | Bugsy                                     | Bugsy                          | Bugsy Siegel                     | Barbinek Péter       | Barry Levinson     |
| 1991 | Bugsy                                     | Bugsy                          | Bugsy Siegel                     | Szabó Sipos Barnabás | Barry Levinson     |
| 1994 | A sors útjai                              | Love Affair                    | Mike Gambril                     | Rubold Ödön          | Glenn Gordon Caron |
| 1998 | Nyomd a sódert!                           | Bulworth                       | Jay Billington Bulworth szenátor | Dörner György        | Warren Beatty (4)  |
| 2001 | Félrelépősdi                              | Town & Country                 | Porter Stoddard                  |                      | Peter Chelsom      |
| 2016 | Kivétel és szabály                        | Rules Don't Apply              | Howard Hughes                    | Csernák János        | Warren Beatty (5)  |

### Televízió
| Év        | Eredeti cím                     | Szerep              | Megjegyzések |
| --------- | ------------------------------- | ------------------- | ------------ |
| 1957      | Kraft Television Theater        | Roy Nicholas        | 1 epizód     |
| 1957      | Westinghouse Studio One         | első kártyajátékos  | 1 epizód     |
| 1957      | Suspicion                       | fiú                 | 1 epizód     |
| 1959      | Look Up and Live                | fiú                 | 2 epizód     |
| 1959      | Playhouse 90                    | fiú                 | 1 epizód     |
| 1959–1960 | The Many Loves of Dobie Gillis  | Milton Armitage     | 5 epizód     |
| 1960      | Alcoa Presents: One Step Beyond | Harry Grayson       | 1 epizód     |
| 2008      | The Dick Tracy TV Special       | Dick Tracy          | tévéfilm     |
| 2023      | Tracy Zooms In                  | Dick Tracy / önmaga | rövidfilm    |

## Díjai
- Oscar-díj (1981)
- velencei Arany Oroszlán-életműdíj (1998)
- Irving G. Thalberg-díj (2000)
- az Amerikai Filmművészeti Szövetség rendezői díja (2001)